# Torri Higginson
Torri Higginson (Burlington, Ontario; 1969. december 6. –), kanadai színésznő.
Ismert szerepei voltak a TekWar és a Csillagkapu: Atlantisz című sorozatokban, valamint Az angol beteg (1996) című filmben. Színházakban is fellép, látható a Three Tall Women, a Weldon Rising és a Picasso at the Lapin Agile darabokban.

## Élete és pályafutása
Luke Higginson nővére.
Szerepelt az 1995-ös Dzsungelváros című kanadai thrillerben, három későbbi Csillagkapu-színésszel közösen (Peter Williams (Apófisz), JR Bourne (Martouf), és Lexa Doig (Michael Shanks felesége, aki a sorozatban dr. Lam-ot alakította).

## Filmográfia

### Film
| Év   | Magyar cím               | Eredeti cím                   | Szerep                  | Megjegyzések                          |
| ---- | ------------------------ | ----------------------------- | ----------------------- | ------------------------------------- |
| 1991 |                          | The Photographer's Wife       | Suzanna                 | rövidfilm                             |
| 1995 | Dzsungelváros            | Jungleground                  | Samantha 'Sammy' Woods  |                                       |
| 1995 | Ha a golyó csontig hatol | When the Bullet Hits the Bone | Allison Doherty         |                                       |
| 1996 | Menekülő emlékezet       | Memory Run                    | Kristen                 |                                       |
| 1996 | Az angol beteg           | The English Patient           | Mary                    | - magyar hangja: - Farkasinszky Edit) |
| 1998 | Melléfogás               | Double Take                   | Peggy                   |                                       |
| 1998 | Tűzmadár akció           | Airborne                      | Sara Gemmel             |                                       |
| 2000 |                          | Rats                          | Nancy                   |                                       |
| 2001 |                          | Turning Paige                 | Sheila Newlands         |                                       |
| 2003 |                          | Autopsy Room Four'            | Dr. Katie Arlen         | rövidfilm                             |
| 2003 |                          | Crust                         | Alice                   | rövidfilm                             |
| 2003 |                          | Intent                        | Jessica Cavallo nyomozó | rövidfilm                             |
| 2005 | Amerikai Vendetta        | Irish Eyes                    | Lorraine Healey         |                                       |
| 2006 |                          | Save My Soul                  | Terra                   |                                       |
| 2007 |                          | You, Me, Love (Yumi in Love)  | Leslie                  |                                       |
| 2009 |                          | Smile of April                | Angie                   |                                       |
| 2016 | A szerelem története     | The History of Love           | Charlotte Singer        |                                       |
| 2016 |                          | Blood Hunters                 | Marion                  |                                       |
| 2017 |                          | Ordinary Days                 | Marie Cook              |                                       |

### Televízió
| Év        | Magyar cím                             | Eredeti cím                               | Szerep                       | Megjegyzések                              |
| --------- | -------------------------------------- | ----------------------------------------- | ---------------------------- | ----------------------------------------- |
| 1992      | A vámpírzsaru                          | Forever Knight                            | Erica                        | 1 epizód                                  |
| 1992      |                                        | The Women of Windsor                      | Gwen                         | tévéfilm                                  |
| 1993      | Addington-akció                        | Counterstrike                             | Susan Kimberly               | 1 epizód                                  |
| 1993      | Családi fényképek                      | Family Pictures                           | Liddie                       | minisorozat (2 epizód)                    |
| 1993      | Trópusi hőség                          | Tropical Heat                             | Hilary Porter                | 1 epizód                                  |
| 1993      |                                        | E.N.G.                                    | Madeline Shannon             | 1 epizód                                  |
| 1994      |                                        | TekWar                                    | Beth Kittridge               | tévéfilm                                  |
| 1994      |                                        | TekWar: TekLords                          | Beth Kittridge               | tévéfilm                                  |
| 1994      |                                        | TekWar: TekJustice                        | Beth Kittridge               | tévéfilm                                  |
| 1994–1995 |                                        | TekWar                                    | Beth Kittridge               | 4 epizód                                  |
| 1997      | Y-akták                                | Psi Factor: Chronicles of the Paranormal  | Blythe Hall                  | 1 epizód                                  |
| 1997      | Lóvá tett szerencse                    | Balls Up                                  | Jenny                        | tévéfilm                                  |
| 1998      | Hegylakó – A holló                     | Highlander: The Raven                     | Claudia Hoffman              | 1 epizód                                  |
| 1999      | A zsaru családja 3. – Lezáratlan akták | Family of Cops 3                          | Caroline Chandler            | - tévéfilm - magyar hangja: - Orosz Helga |
| 1999      | Az évszázad vihara                     | Storm of the Century                      | Angela Carver                | minisorozat (3 epizód)                    |
| 1999      | Végtelen határok                       | The Outer Limits                          | Alyssa Selwyn                | 1 epizód                                  |
| 1999      |                                        | The City                                  | Katharine Strachan           | tévéfilm                                  |
| 2001      |                                        | Canada: A People's History                | Susan Agnes Bernard          | dokumentumsorozat (2 epizód)              |
| 2001      | Pótmikulás akcióban                    | ’Twas the Night                           | Abby Wrigley                 | tévéfilm                                  |
| 2002      |                                        | Bliss                                     | Kate                         | 1 epizód                                  |
| 2002      |                                        | Tom Stone                                 | Aurora 'Isabelle' MacDonald  | 2 epizód                                  |
| 2004      |                                        | Preview to Atlantis                       | önmaga / Dr. Elizabeth Weir  | tévéfilm                                  |
| 2004      |                                        | From Stargate to Atlantis: Sci Fi Lowdown | önmaga / Dr. Elizabeth Weir  | dokumentumfilm                            |
| 2004–2006 | Csillagkapu                            | Stargate SG-1                             | Dr. Elizabeth Weir           | 3 epizód                                  |
| 2004–2008 | Csillagkapu: Atlantisz                 | Stargate Atlantis                         | Dr. Elizabeth Weir           | 63 epizód                                 |
| 2007–2009 | NCIS                                   | NCIS                                      | Dr. Jordan Hampton           | 2 epizód                                  |
| 2008      | Az utolsó órában                       | Eleventh Hour                             | Alex                         | 1 epizód                                  |
| 2008      |                                        | Desperate Hours: An Amber Alert           | Geiger                       | tévéfilm                                  |
| 2010      | Apokalipszis itt és most               | Stonehenge Apocalypse                     | Dr. Kaycee Leeds             | tévéfilm                                  |
| 2010      |                                        | The Cult                                  | Evelyn                       | tévéfilm                                  |
| 2011      | Gyilkos elmék: Alapos gyanú            | Criminal Minds: Suspect Behavior          | Karen nővér                  | 1 epizód                                  |
| 2011      | Életre-halálra                         | Chase                                     | Sandra                       | 1 epizód                                  |
| 2015–2016 |                                        | This Life                                 | Natalie Lawson               | főszereplő (20 epizód)                    |
| 2015–2017 |                                        | Dark Matter                               | Delaney Truffault parancsnok | 8 epizód                                  |
| 2016      |                                        | Inhuman Condition                         | Dr. Michelle Kessler         | főszereplő (30 epizód)                    |
| 2020      |                                        | Transplant                                | Claire Malone                |                                           |